# 阿隆索·德·埃尔西利亚
阿隆索·德·埃尔西利亚-祖尼加（西班牙語：Alonso de Ercilla y Zúñiga），（1533年—1594年），文艺复兴时期欧洲西班牙帝国诗人。出生于马德里，既为诗人亦为军人。16世纪50年代，在阿勞卡尼亞和秘鲁作战期间，他创作了史诗《阿劳卡纳》（1569年出版），描绘了这次冲突。

## 早年
阿隆索·德·埃爾西利亞·祖尼加於1533年8月7日出生於馬德里，父親是來自於貝爾梅奧的福通·加西亞·德·埃爾西拉（Fortún García de Ercilla），母親是蕾奧諾·德·祖尼加（Leonor de Zúñiga）。他有五個兄弟姊妹，兩個男孩和三個女孩，他是其中最小的。在他出生一年後，就失去了父親。

## 生平
由於在一場訴訟中失去了博巴迪拉的領主地位，這個家庭幾乎破產了。卡洛斯五世知道後，為了回應他們的高貴出身，將這個家庭送到宮廷。在那裡，母親被接納為伊莎貝爾皇后的貴婦。他也接受了很好的教育，其中包括學習拉丁語、法語、義大利語和德語。他在著名的史詩《阿勞卡納》中講述了對智利的征服。他在21–29歲之間，使用皮革、信件碎片和樹皮記錄了征服智利的史詩。
1555年，他從倫敦出發前往智利，在那裡，被西班牙人稱為「阿勞卡尼亞」的馬普切人發動了叛亂。他參與了各種戰役，並開始創作《阿勞卡納》，這是一部由37首歌曲組成的軍事頌揚史詩，其中敘述了這次遠征中最重要的事件。
在參與了利馬和巴拿馬的一些戰役後，他於 1563年返回西班牙，並於1569年出版了他的偉大著作的第一部分，獻給腓力二世。他被任命為宮廷紳士和聖地牙哥騎士，此後參加了各種外交行動。
1570年，他與瑪麗亞·德·巴贊（María de Bazán）結婚，後者提供了超過800萬馬拉韋迪作為嫁妝。據說，他在馬德里安頓下來，過著幸福的生活，沒有物質上的煩惱，這使他能夠完成詩的第二部分和第三部分。

## 扩展阅读
- 本条目包含来自公有领域出版物的文本: Chisholm, Hugh (编). .  9 (第11版). London: Cambridge University Press. 1911.